# Cryptandra coronata
Cryptandra coronata là một loài thực vật có hoa trong họ Táo. Loài này được Siegfried Reissek mô tả khoa học đầu tiên năm 1848.

## Phân bố
Loài này được tìm thấy ở Tây Úc.